# 雲城駅 (黄海南道)
雲城駅（ウンソンえき、朝鮮語: 운성역）は、朝鮮民主主義人民共和国の黄海南道殷栗郡の駅で、殷栗線に属する。 

## 隣の駅
殷栗線
新大駅 - 雲城駅 - 殷栗駅